# Tom Bohli
Tom Bohli, (n. 17 de janeiro de 1994 em Gommiswald) é um corredor ciclista suíço, membro da equipa UAE Team Emirates. É sobretudo campeão do mundo de perseguição individual juniors] e campeão de Europa de perseguição juniors.

## Biografia Juventude e carreira amadora
Tom Bohli nasce em 17 de janeiro de 1994 em Gommiswald na Suíça.
Em categoria junior, é campeão da Suíça sobre estrada em 2011 depois, em 2012, realiza a duplicada carreira on-line-contrarrelógio aos campeonatos da Suíça e consegue o campeonato do mundo e o campeonato de Europa de perseguição juniors. Está designado melhor esperança suíço do ano pela Swiss Cycling.
Em 2013 fixa na equipa suíça BMC Development, reserva da equipa profissional BMC Racing.

## Carreira profissional
Ele integrou a BMC Racing como estagiário a marchar de agosto 2015, depois torna-se profissional nesta equipa em 2016.
Obtém a sua primeira vitória em março de 2016, por motivo do prólogo dos Três Dias de Flandres-Ocidental. Continua de bem figurar em contrarrelógio, terminando terceira de etapa às Três Dias da Panne no mesmo tempo que Tony Martin e Maciej Bodnar, e terceiro do prólogo da Volta do Luxemburgo. Em final de estação, consegue a contrarrelógio por equipas do Eneco Tour com os seus colegas da BMC, depois participa uma última vez aos campeonatos do mundo sobre estrada com a equipa suíça de esperanças. Toma o oitavo lugar do Contrarrelógio masculina de sub-23 nos campeonatos do mundo de ciclismo sobre estrada de 2016.
A começos do ano 2017, faz parte da selecção BMC que se adjudica ao contrarrelógio por equipas da Volta da Comunidade valenciana. É depois o melhor jovem do Volta da Altura-Var, o seu primeiro maillot diferencial. A continuação da sua época é perturbada por várias doenças e infecções. Toma o oitavo lugar do prólogo da Volta da Romandia e o quarto lugar do campeonato da Suíça contrarrelógio, resultado que julga que decepciona. Padece uma operação a uma coxaa em julho e põe final a sua época em agosto, não que se estima  ainda restabelecido.
Em primavera 2018, Tom Bohli toma o segundo lugar do prólogo da Volta de Romandie. Muito tempo em cabeça da classificação provisória, está avançado de um segundo por Michael Matthews.

## Palmarés
2015 (como amador)
- 1 etapa do Volta a Normandia
- Tour de Berna

2016
- 1 etapa dos Trés Dias de Flandres Occidental

2018
- 3º no Campeonato da Suíça de Ciclismo Contrarrelógio

## Distinção
- Melhor esperança suíço do ano : 2012